# Donja Batina (Zlatar)
Donja Batina is een plaats in de gemeente Zlatar in de Kroatische provincie Krapina-Zagorje. De plaats telt 439 inwoners (2001).